# 傅振商
傅振商（1573年—1640年），字君雨，號星垣，河南汝宁府汝阳县（在今河南省汝南县、平舆县）县城西七十里坟塘人。明朝政治人物。

## 生平
傅振商於萬曆三十五年（1607年）中丁未科进士，选为翰林院庶吉士，改巡察御史，后任江西道御史，按察直隸南部，注意整饬，建恒阳、国士、天雄三所书院。
明神宗時，补大理寺丞，转右少卿，迁太常寺卿，巡抚南赣，萬曆四十二年（1614年），舉薦孫祖壽任薊鎮標營都司。崇祯时，官至南京兵部尚书。为官清正廉洁。以病辞歸。卒谥莊毅。

## 著作
著有《爱鼎堂文集》、《珠渊异宝》、《蜀国弦》、《辑玉录》、《杜诗分类》等。

## 家族
曾祖傅得科。祖父傅臣。父傅一善。母张氏。具庆下。弟振鼎、振聲。